# 台2線
台2線是臺灣省道，屬於臺灣本島濱海公路系統之一環；西起新北市淡水區竹圍的關渡大橋（亦為台15線起點），東迄宜蘭縣蘇澳鎮（銜接台9線蘇花改起點），總長167.674公里。其中淡水至金山路段為淡金公路、金山至基隆路段為基金公路，兩者歷史悠久，為基隆及北海岸地區重要聯絡道路，也是北海岸觀光發展之命脈。基隆至蘇澳路段為北部濱海公路，為大台北地區及宜蘭間第三條交通走廊，也是國道5號全線通車前北宜間僅有的兩處公路孔道之一，交通地位重要。台2線共有7條支線，是台灣公路中支線最多者。
台2線全線貫穿臺灣北部及東北部沿海的觀光廊帶。北部濱海公路於1979年通車後不久，交通部觀光局旋即成立東北角海岸風景特定區（今東北角暨宜蘭海岸國家風景區），全力發展東北角海岸的觀光資源，帶動了此地區整體的發展。淡金公路及基金公路的部分路段，則納入2002年成立的北海岸及觀音山國家風景區。
- 金瓜石附近

## 支線

### 甲線
全長36.863公里，北起新北市金山區環金路及中正路交岔路口，經陽明山至臺北市中山區與台1甲線交叉（中山北路與民權東西路口），其中金山至陽明山路段為陽金公路。台2甲線串連陽明山國家公園內多個主要景點，也是陽明山區重要連外通道。由於過去士林至陽明山路段（即仰德大道）每逢假日或花季時交通嚴重壅塞，故近年來每逢周末及連續假日，於8至15時北向上山方向、14時至18時南向下山方向，採取交通管制措施，禁止沒有通行證之自用小汽車（含客、貨兩用車）通過交通管制點，也是全台少數有常態性交通管制措施之省道公路，但計程車、貨車及身心障礙號牌車輛不受管制。
- 台2甲線 陽金公路與湖山路交叉路口

### 乙線
臺2乙線（台北橋頭—淡水林子），全長25.279公里，為臺北至淡水臺2線舊線。南起臺北市大同區臺1甲線（民權西路、台北橋東端，臺北捷運大橋頭站），沿重慶北路北上，經國道一號臺北交流道後轉百齡橋至士林、承德路經北投、關渡進入新北市淡水區，由關渡大橋起與台2線共線至竿蓁林分離後進入淡水市區，再經淡水漁人碼頭、沙崙等地，終點為林子臺2線淡水外環道淡金路口，路線名為北淡公路，為臺北市士林、北投區與新北市淡水地區之重要交通動脈。

### 丙線
全長29.957公里。本路線闢建計畫緣起於1991年1月間地方人士及原臺北縣政府（今新北市政府）為改善東北角交通路網及促進平溪、雙溪區發展，防止人口外流及核四廠疏散計畫之緣故，建請打通基隆市與新北市平溪、雙溪間公路。台2丙線除暖暖－十分段為新闢路線外，十分後至福隆段是沿著北38線及縣道102號（今市道102號）之路廊進行拓寬或截彎取直。
本計畫原稱為「基隆暖暖至宜蘭大溪改善計畫」，後定名基福公路，原長42.6公里，後因北宜高通車考量全盤交通需求政府遂辦理修正本計畫，並修正名稱為「台2丙興建及改善計畫」。在上述修正計畫中因環評否決的新北市貢寮至宜蘭縣頭城鎮大溪路段宣告停建，終點則改為與臺2線相交之福隆路口。於闢建過程中因承包商倒閉及經費排擠、交通需求、工安衛生及環評等因素導致原本預訂4年完工的道路，拖延至十多年。
- 2001年9月12日：平雙隧道完工通車。
- 2010年7月19日：13k+120-13k+580、13k+580-14k+190、14k+190-15k+060（平雙隧道雙溪端－柑腳里狹窄路段改線）完工通車。
- 2012年7月10日：19k+530-21k+513（雙溪市區外環道）通車。
- 2014年12月23日：基平隧道完工通車，並且宣告全線（暖暖－福隆）通車[3]，修正後之新計劃中並配合辦理觀光休憩評估及沿路自行車道之增設。

### 丁線
又稱瑞八公路，全長13.390公里，原編為縣道102乙線。自基隆市暖暖區八堵起，沿基隆河上游至新北市瑞芳區後往北至瑞濱銜接台2線主線，其中八堵至瑞芳路段為既有路線，瑞芳至瑞濱路段為北部濱海公路計畫中之新闢路段。該公路闢建之目的是將臺2丁線作為臺2線基隆市區路段之替代道路，往台北車輛經由臺2丁線銜接國道一號八堵交流道或台5線直達臺北，不需經過擁擠的基隆市區；但因單向僅一車道，且沿線的瑞芳、暖暖等市鎮發展迅速，很快地台2丁線也不堪負荷，直到台62線（萬瑞快速公路）通車，才大幅紓解了台2丁線的阻塞問題。

### 戊線
全長13.807公里，起點為宜蘭縣五結鄉清水，終點為蘇澳鎮南方澳，為台2線宜蘭南段舊線，亦為蘇澳鎮馬賽地區對外聯絡道路。

### 己線
又稱基隆港西岸聯外道路，總長4.219公里，往南銜接國道三號基金交流道。過去基隆港西岸碼頭依靠西岸高架道路與國道一號基隆端連接，惟西岸高架道路在長期重車行駛與海風侵蝕之下，結構不穩有倒塌之虞，基隆港務局即配合國道三號基隆至汐止路段的新建計畫，興建一條連接國道3號的聯外快速公路代替原有西岸高架道路之功能。該路線於2000年通車，設有德安路與中和路上下匝道。基隆港務局之後於2002年關閉並拆除重建西岸高架道路。特別的是，臺2己線是全台唯一由高速公路局養護之省道。全線開放汽車通行，大型重型機車僅得行駛北上車道，不得行駛南下車道（因南下車道終點處，直接銜接國道3號主線路段）。

### 庚線
又稱為青雲路，總長3.741公里，原為縣道190號（頭城-二城）。自宜蘭縣頭城鎮分出，往西南至二城銜接台9線與國道五號頭城交流道，為連接臺2線北部濱海公路、台9線北宜公路與國道五號高速公路等三大連外孔道之公路，交通地位相當重要。未來計畫在現終點續往西南，接上葫蘆堵大橋後往東繞過羅東鎮南陲，於利澤工業區接回台2線，長41.2公里（台2庚延伸線建設計畫 宜蘭縣政府交通處 （页面存档备份，存于））。此外環路線完工後將分擔台9線的車流。

## 歷史沿革

### 清代及日治時期
清代由於淡水設廳，淡水聯外往金包里（金山）、雞籠（基隆）等地已有小徑聯絡，往台北府城亦有道路，而金包里魚路古道翻越陽明山區至台北，可說是陽金公路之前身。雞籠至噶瑪蘭（宜蘭）間以草嶺古道聯絡，可說是北宜交通之濫觴。日本領台後，日人將台北－淡水（台北淡水道）、淡水－基隆（淡水金山道、基隆金山道）、宜蘭－蘇澳（宜蘭蘇澳道）等路線興闢為行車道路，且為屬於以國庫或地方經費改善養護之「指定道路」。福隆至蘭陽溪北岸也興建為戰備道路。其中的淡水－基隆（淡水金山道、基隆金山道）位在大屯山群北方，是從淡水出發，經富貴角附近，出基隆的半圓形路段，曾稱為「大屯裏街道」。

### 1962年臺灣公路第一次整編
公路法實施後，公路主管機關將全台各等級公路予以編號，其中台北至淡水沙崙海水浴場一段北淡公路納編為省道台2線，自士林經陽明山至北投公路納編為省道台2甲線，士林至故宮博物院為台2乙線。當時台2線以行政院為起點，沿中山北路至士林，跨越雙溪後轉福國路、文林路銜接承德路、大業路至北投，轉中央北路至淡水。台2甲線即仰德大道與陽投公路；台2乙線即至善路，後台2乙線改為北淡新路（由重慶北路，經百齡橋、新闢之承德路與大度路至關渡銜接原台2線路段），原至善路解編。

### 1978年臺灣公路第二次整編
1978年因北部濱海公路開通，將原屬縣道102線之沙崙－基隆、福隆－蘭陽溪北岸；102丙線澳底－貢寮；102丁線基隆－瑞濱等路段，加上北部濱海公路新闢之路線全部納入台2線，又因應台北市升格為直轄市，將台2線起點改為關渡省市界處，調整後台2線總長從20餘公里大幅增加至170餘公里。原台2甲線調整路線，向北併入原屬縣道101線之陽金公路，向南併入原台2線台北士林路段，成為起自金山，迄於台北之省道。台2乙線雖未正式解編，但大部分路線位於直轄市台北市內，地位在當時頗受質疑。台2丙線則是北部濱海公路於五結鄉下清水－蘇澳港間另闢新線後，將舊線重新納編，且合併原屬台9甲線之蘇南公路而成。台2丁線為原102乙線全線，加上瑞芳瑞濱間新闢隧道完成後共同升格而成，目的是分散台2線基隆段之車流。

### 1993年臺灣公路第三次整編
1993年因部分公路新闢計畫，台2線支線部分又再度整編，其中台2乙線因淡水外環道（登輝大道）開通，台2線改經於此，原行經市區之舊線改編為台2乙線，並廢除原台2乙線台北市區段；而基隆暖暖－宜蘭大溪改善計畫（基福公路）納入台2丙線；原台2丙線改編為台2戊線，起點從五結鄉下清水改為五結鄉新店。
登輝大道為當地人的暱稱，並非淡金路的官方稱呼。

### 近年改變
1999年原縣道190號升格為台2庚線，2000年台2己線（西岸聯外道路）通車，台2線成為全台支線最多之省道路線。2001年台2乙線台北市境內路線恢復，成為南起台北市大同區，北迄北縣淡水鎮林子之省道公路，全長約25公里。而台2線起點亦北移百餘公尺至關渡大橋與台15線共用同一起點。
2011年1月14日行政院公告，將蘇澳鎮移山路（蘇澳商港區外圍道路，1.660公里）、江夏路（南方澳市區道路，0.193公里）及原台2戊蘇南公路（1.352公里），納編為省道台2線延長線，將原有台2線蘇東中路（166K+316～166K+494）解編。路線名稱仍為關渡－蘇澳（南方澳），里程169.521公里（原里程166.494公里）。
台2戊線終點縮至蘇澳（箕山橋），調整後台2戊線路線名稱改為清水－蘇澳（原為清水－南方澳），里程9.305公里（原里程13.142公里）。原9K+305～11K+790路段（中山路一段、白米橋、蘇花路五段）原與台9線共線，經調整後該路段維持台9線編號，11K+790～13K+142（蘇南公路）改編為台2線。
2018年行政院公告，原台2線166K+459～168K+012路段，改編為台2戊線延伸線；原台2線168K+012～169K+603（蘇南公路）路段解編，為地方道路。新台2線改行蘇港路東段至新終點銜接台9線蘇花改起點。原台2戊線6K+865～7K+650改行忠孝路（里程6K+865～7K+553）。原台2戊線6K+865～7K+650路段解編，為地方道路。台2線路線名稱不變，仍為關渡～蘇澳，原總里程為169.603公里，調整後為167.679公里；台2戊線原路線名稱為清水～蘇澳，新路線名稱為清水～南方澳，原總里程為9.313公里，調整後為12.829公里。
2022年12月28日行政院公告，原台2戊線5K+358〜7K+321改行馬賽路及海山西路（里程5K+358〜8K+290），其中包含延長與台2線的共線路段。原台2戊線5K+358〜7K+321廢止後改為地方道路，移由宜蘭縣蘇澳鎮公所接養；原總里程為12.838公里，調整後總里程為13.807公里。

## 行經行政區域
主線
| 新北市 | 淡水區                                     | 竹圍                | 0.000                | 台2乙線 · 台15線        | 公路起點 起點 與共線起點 |
| 新北市 | 淡水區                                     | －                  |                      |                         |                          |
| 新北市 | 淡水區                                     | 紅樹林              | －                   | 台2乙線                 |                          |
| 新北市 | 淡水區                                     | －                  |                      |                         |                          |
| 新北市 | 淡水區                                     | 高厝坑              | －                   | 台2乙線                 |                          |
| 新北市 | 淡水區                                     | －                  |                      |                         |                          |
| 新北市 | 淡水區                                     | 竿蓁林              | 3.596                | 台2乙線                 | 與共線終點               |
| 新北市 | 淡水區                                     | 竿蓁林              | －                   | 北2線                   |                          |
| 新北市 | 淡水區                                     | 竿蓁林              | －                   |                         |                          |
| 新北市 | 淡水區                                     | 竿蓁林              | －                   | （地區道路）            |                          |
| 新北市 | 淡水區                                     | 竿蓁林              | －                   |                         |                          |
| 新北市 | 淡水區                                     | 竿蓁林              | －                   | （地區道路）            |                          |
| 新北市 | 淡水區                                     | 庄子內              | －                   | （地區道路）            |                          |
| 新北市 | 淡水區                                     | 庄子內              | －                   |                         |                          |
| 新北市 | 淡水區                                     | 庄子內              | －                   | （地區道路）            |                          |
| 新北市 | 淡水區                                     | －                  |                      |                         |                          |
| 新北市 | 淡水區                                     | 水碓子              | －                   | （地區道路）            |                          |
| 新北市 | 淡水區                                     | －                  |                      |                         |                          |
| 新北市 | 淡水區                                     | －                  |                      |                         |                          |
| 新北市 | 淡水區                                     | 北投子              | －                   | 市道101號               |                          |
| 新北市 | 淡水區                                     | －                  |                      |                         |                          |
| 新北市 | 淡水區                                     | 外寮                | －                   | （地區道路）            |                          |
| 新北市 | 淡水區                                     | 田螺穴              | －                   | 北1線                   | 起點                     |
| 新北市 | 淡水區                                     | －                  |                      |                         |                          |
| 新北市 | 淡水區                                     | 林子                | －                   | 台2乙線                 | 終點                     |
| 新北市 | 淡水區                                     | 林子                | －                   | 北1線                   | 起點                     |
| 新北市 | 淡水區                                     | 林子                | －                   | 北6線                   | 起點                     |
| 新北市 | 淡水區                                     | －                  |                      |                         |                          |
| 新北市 | 淡水區                                     | 下圭柔山            | －                   | 北8線                   | 起點                     |
| 新北市 | 淡水區                                     | －                  |                      |                         |                          |
| 新北市 | 淡水區                                     | 興化店              |                      |                         |                          |
| 新北市 | 淡水區                                     | －                  |                      |                         |                          |
| 新北市 | 淡水區                                     | －                  | 北10線               | 起點                    |                          |
| 新北市 | 淡水區                                     | －                  |                      |                         |                          |
| 新北市 | 淡水區                                     | 灰磘子              | －                   | （地區道路）            |                          |
| 新北市 | 淡水區                                     | 灰磘子              | －                   |                         |                          |
| 新北市 | 淡水區                                     | 灰磘子              | －                   | 北12線                  | 起點                     |
| 新北市 | 淡水區                                     | －                  |                      |                         |                          |
| 新北市 | 淡水區                                     | 大屯                | －                   | 北5線                   | 起點                     |
| 新北市 | 三芝區                                     | 溝尾                | －                   | （地區道路）            |                          |
| 新北市 | 三芝區                                     | －                  |                      |                         |                          |
| 新北市 | 三芝區                                     | 後厝                | －                   | 北7線                   | 起點                     |
| 新北市 | 三芝區                                     | 後厝                | －                   |                         |                          |
| 新北市 | 三芝區                                     | 後厝                | －                   | （地區道路）            |                          |
| 新北市 | 三芝區                                     | －                  |                      |                         |                          |
| 新北市 | 三芝區                                     | 錫板                | －                   | 北9線                   | 起點                     |
| 新北市 | 三芝區                                     | 車路崎              | －                   | 北14線                  | 起點                     |
| 新北市 | 三芝區                                     | －                  |                      |                         |                          |
| 新北市 | 三芝區                                     | 舊庄                | －                   | （地區道路）            |                          |
| 新北市 | 三芝區                                     | 三芝市區            | 20.054               | 市道101號               | 起點                     |
| 新北市 | 三芝區                                     | －                  |                      |                         |                          |
| 新北市 | 三芝區                                     | 埔頭坑              | －                   | （地區道路）            |                          |
| 新北市 | 三芝區                                     | －                  |                      |                         |                          |
| 新北市 | 三芝區                                     | 新庄子              | －                   | （地區道路）            |                          |
| 新北市 | 石門區                                     | 頂新庄              | －                   | 北16線                  | 起點                     |
| 新北市 | 石門區                                     | －                  |                      |                         |                          |
| 新北市 | 石門區                                     | －                  |                      |                         |                          |
| 新北市 | 石門區                                     | 德茂                | －                   | （地區道路）            |                          |
| 新北市 | 石門區                                     | －                  |                      |                         |                          |
| 新北市 | 石門區                                     | 崁仔腳              | －                   | （地區道路）            |                          |
| 新北市 | 石門區                                     | －                  |                      |                         |                          |
| 新北市 | 石門區                                     | 富基                | －                   | （地區道路）            |                          |
| 新北市 | 石門區                                     | －                  |                      |                         |                          |
| 新北市 | 石門區                                     | 老梅                | －                   | 北17線                  | 起點                     |
| 新北市 | 石門區                                     | －                  |                      |                         |                          |
| 新北市 | 石門區                                     | 崩山口              | －                   | 北19-1線                | 起點                     |
| 新北市 | 石門區                                     | 崩山口              | －                   |                         |                          |
| 新北市 | 石門區                                     | 崩山口              | －                   | （地區道路）            |                          |
| 新北市 | 石門區                                     | 石門市區            | －                   | （地區道路）            |                          |
| 新北市 | 石門區                                     | 石門市區            | －                   |                         |                          |
| 新北市 | 石門區                                     | 石門市區            | 28.400               | （地區道路）            |                          |
| 新北市 | 石門區                                     | －                  |                      |                         |                          |
| 新北市 | 石門區                                     | 尖鹿                | －                   | 北21線                  | 終點                     |
| 新北市 | 石門區                                     | 尖鹿                | －                   | 北19線                  | 起點                     |
| 新北市 | 石門區                                     | －                  |                      |                         |                          |
| 新北市 | 石門區                                     | 乾華                | －                   | （地區道路）            |                          |
| 新北市 | 石門區                                     | 乾華                | －                   |                         |                          |
| 新北市 | 石門區                                     | 乾華                | －                   | （地區道路）            |                          |
| 新北市 | 石門區                                     | 茂林                | －                   | （地區道路）            |                          |
| 新北市 | 石門區                                     | 茂林                | －                   |                         |                          |
| 新北市 | 石門區                                     | 茂林                | －                   | （地區道路）            |                          |
| 新北市 | 石門區                                     | 草里                | －                   | （地區道路）            |                          |
| 新北市 | 石門區                                     | 草里                | －                   |                         |                          |
| 新北市 | 石門區                                     | 草里                | －                   | 北21線                  | 起點                     |
| 新北市 | 石門區                                     | －                  |                      |                         |                          |
| 新北市 | 石門區                                     | 水流公              | －                   | 北20線                  | 起點                     |
| 新北市 | 金山區                                     | 濆水                | －                   | （地區道路）            |                          |
| 新北市 | 金山區                                     | 濆水                | －                   |                         |                          |
| 新北市 | 金山區                                     | 濆水                | －                   | （地區道路）            |                          |
| 新北市 | 金山區                                     | 跳石                | －                   | （地區道路）            |                          |
| 新北市 | 金山區                                     | 跳石                | －                   |                         |                          |
| 新北市 | 金山區                                     | 跳石                | －                   | （地區道路）            |                          |
| 新北市 | 金山區                                     | 跳石                | －                   |                         |                          |
| 新北市 | 金山區                                     | 跳石                | －                   | （地區道路）            |                          |
| 新北市 | 金山區                                     | －                  |                      |                         |                          |
| 新北市 | 金山區                                     | 中角                | －                   | （地區道路）            |                          |
| 新北市 | 金山區                                     | 中角                | －                   |                         |                          |
| 新北市 | 金山區                                     | 中角                | －                   | 北23線                  | 起點                     |
| 新北市 | 金山區                                     | －                  |                      |                         |                          |
| 新北市 | 金山區                                     | 清水                | －                   | （地區道路）            |                          |
| 新北市 | 金山區                                     | 清水                | －                   |                         |                          |
| 新北市 | 金山區                                     | 清水                | －                   | （地區道路）            |                          |
| 新北市 | 金山區                                     | － 跨越北22線與磺溪 |                      |                         |                          |
| 新北市 | 金山區                                     | 金山市區            | 41.264               | 台2甲線 · 中正路        | 起點                     |
| 新北市 | 萬里區                                     | 下萬里加投          | 43.400               | （地區道路）            |                          |
| 新北市 | 萬里區                                     | －                  |                      |                         |                          |
| 新北市 | 萬里區                                     | 頂寮                | －                   | （地區道路）            |                          |
| 新北市 | 萬里區                                     | 野柳                | 48.455               | （地區道路）            |                          |
| 新北市 | 萬里區                                     | － 隧道             |                      |                         |                          |
| 新北市 | 萬里區                                     | 龜吼                | －                   | （地區道路）            |                          |
| 新北市 | 萬里區                                     | 萬里市區 （瑪鋉）   | 50.094               | （地區道路）            |                          |
| 新北市 | 萬里區                                     | 萬里市區 （瑪鋉）   | －                   |                         |                          |
| 新北市 | 萬里區                                     | 萬里市區 （瑪鋉）   | －                   | （地區道路）            |                          |
| 基隆市 | 安樂區                                     | 澳底                |                      |                         |                          |
| 基隆市 | 安樂區                                     | 澳底                | －                   |                         |                          |
| 基隆市 | 安樂區                                     | 澳底                | －                   |                         |                          |
| 基隆市 | 安樂區                                     | 澳底                | －                   | （地區道路）            |                          |
| 基隆市 | 安樂區                                     | 內寮                | －                   | （地區道路）            |                          |
| 基隆市 | 安樂區                                     | 安樂端              | －                   | 台62線                  | 起點                     |
| 基隆市 | 安樂區                                     | 大武崙              | －                   | （地區道路）            |                          |
| 基隆市 | 安樂區                                     | 基金交流道          | －                   | 國道三號 · 台2己線      | 起點 終點                |
| 基隆市 | 安樂區                                     | 蚵殼港              | －                   | （地區道路）            |                          |
| 基隆市 | 61.109                                     |                     |                      |                         |                          |
| 基隆市 | 中山區                                     | 牛稠港              | －                   | （地區道路）            |                          |
| 基隆市 | － 跨越縱貫線北段                          |                     |                      |                         |                          |
| 基隆市 | 仁愛區                                     | 基隆端              | －                   | 國道一號                | 起點                     |
| 基隆市 | 仁愛區                                     | 基隆市區            | 61.407               | 台5線                   | 終點                     |
| 基隆市 | 62.481                                     |                     |                      |                         |                          |
| 基隆市 | 中正區                                     | 小基隆              | －                   | 市道102號               | 起點                     |
| 基隆市 | 中正區                                     | 中正端              | －                   | 台62甲線                | 起點                     |
| 基隆市 | 中正區                                     | 大沙灣              | －                   | （地區道路）            |                          |
| 基隆市 | 中正區                                     | 八尺門              | －                   | （地區道路）            |                          |
| 基隆市 | 中正區                                     | 碧砂                | －                   | （地區道路）            |                          |
| 基隆市 | 中正區                                     | －                  |                      |                         |                          |
| 基隆市 | 中正區                                     | 八斗子              | 69.619               | （地區道路）            |                          |
| 新北市 | 瑞芳區                                     | 深澳                | －                   | （地區道路）            |                          |
| 新北市 | 瑞芳區                                     | 瑞濱端              | －                   | 台62線（西）            | 終點                     |
| 新北市 | 瑞芳區                                     | 瑞濱                | －                   | 北36線                  | 起點                     |
| 新北市 | 瑞芳區                                     | 瑞濱                | －                   |                         |                          |
| 新北市 | 瑞芳區                                     | 瑞濱                | 74.229               | 台2丁線                 | 終點                     |
| 新北市 | 瑞芳區                                     | －                  |                      |                         |                          |
| 新北市 | 瑞芳區                                     | 磅磅仔              | －                   | （地區道路）            |                          |
| 新北市 | 瑞芳區                                     | －                  |                      |                         |                          |
| 新北市 | 瑞芳區                                     | 海濱                | －                   | 北35線                  | 起點                     |
| 新北市 | 瑞芳區                                     | 海濱                | － 隧道              |                         |                          |
| 新北市 | 瑞芳區                                     | 海濱                | －                   | （地區道路）            |                          |
| 新北市 | 瑞芳區                                     | 水湳洞              | 78.609               | （地區道路）            |                          |
| 新北市 | 瑞芳區                                     | 水湳洞              | －                   |                         |                          |
| 新北市 | 瑞芳區                                     | 水湳洞              | －                   | 北34線                  | 起點                     |
| 新北市 | 瑞芳區                                     | 水湳洞              | －                   |                         |                          |
| 新北市 | 瑞芳區                                     | 水湳洞              | －                   | （地區道路）            |                          |
| 新北市 | 瑞芳區                                     | 哩咾                | －                   | （地區道路）            |                          |
| 新北市 | 瑞芳區                                     | －                  |                      |                         |                          |
| 新北市 | 瑞芳區                                     | 南子吝              | －                   | （地區道路）            |                          |
| 新北市 | 瑞芳區                                     | 南子吝              | －                   |                         |                          |
| 新北市 | 瑞芳區                                     | 南子吝              | －                   | （地區道路）            |                          |
| 新北市 | 瑞芳區                                     | 南子吝              | －                   |                         |                          |
| 新北市 | 瑞芳區                                     | 鼻頭                |                      |                         |                          |
| 新北市 | 瑞芳區                                     | －                  |                      |                         |                          |
| 新北市 | 瑞芳區                                     | －                  | （地區道路）         |                         |                          |
| 新北市 | 瑞芳區                                     | －                  |                      |                         |                          |
| 新北市 | 瑞芳區                                     | 84.601              | （地區道路）         |                         |                          |
| 新北市 | － 隧道                                    |                     |                      |                         |                          |
| 新北市 | 貢寮區                                     | 龍洞                | －                   | （地區道路）            |                          |
| 新北市 | 貢寮區                                     | 龍洞                | －                   |                         |                          |
| 新北市 | 貢寮區                                     | 龍洞                | －                   | （地區道路）            |                          |
| 新北市 | 貢寮區                                     | 龍洞                | －                   |                         |                          |
| 新北市 | 貢寮區                                     | 龍洞                | －                   | （地區道路）            |                          |
| 新北市 | 貢寮區                                     | － 隧道             |                      |                         |                          |
| 新北市 | 貢寮區                                     | 和美                | 90.632               | （地區道路）            |                          |
| 新北市 | 貢寮區                                     | －                  |                      |                         |                          |
| 新北市 | 貢寮區                                     | 澳底                | －                   | （地區道路）            |                          |
| 新北市 | 貢寮區                                     | 澳底                | －                   |                         |                          |
| 新北市 | 貢寮區                                     | 澳底                | 93.510               | 市道102甲線             | 終點                     |
| 新北市 | 貢寮區                                     | －                  |                      |                         |                          |
| 新北市 | 貢寮區                                     | 丹裡                | －                   | （地區道路）            |                          |
| 新北市 | 貢寮區                                     | 社裡                | －                   | 北40線                  | 終點                     |
| 新北市 | 貢寮區                                     | －                  |                      |                         |                          |
| 新北市 | 貢寮區                                     | 福隆                | 100.766              | 台2丙線 · 市道102號     | 終點                     |
| 新北市 | 貢寮區                                     | 福隆                | －                   |                         |                          |
| 新北市 | 貢寮區                                     | 福隆                | －                   | （地區道路）            |                          |
| 新北市 | 貢寮區                                     | 卯澳                | －                   | （地區道路）            |                          |
| 新北市 | 貢寮區                                     | 卯澳                | －                   |                         |                          |
| 新北市 | 貢寮區                                     | 卯澳                | －                   | （地區道路）            |                          |
| 新北市 | 貢寮區                                     | 卯澳                | －                   |                         |                          |
| 新北市 | 貢寮區                                     | 卯澳                | －                   | （地區道路）            |                          |
| 新北市 | 貢寮區                                     | 馬崗                | －                   | （地區道路）            |                          |
| 新北市 | 貢寮區                                     | 萊萊                | －                   | （地區道路）            |                          |
| 宜蘭縣 | 頭城鎮                                     | 石城                | －                   | （地區道路）            |                          |
| 宜蘭縣 | 頭城鎮                                     | 桶盤堀              | －                   | （地區道路）            |                          |
| 宜蘭縣 | 頭城鎮                                     | 大里簡              | －                   | （地區道路）            |                          |
| 宜蘭縣 | 頭城鎮                                     | 大里簡              | －                   |                         |                          |
| 宜蘭縣 | 頭城鎮                                     | 大里簡              | －                   | （地區道路）            |                          |
| 宜蘭縣 | 頭城鎮                                     | 大里簡              | －                   |                         |                          |
| 宜蘭縣 | 頭城鎮                                     | 大里簡              | 120.294              | （地區道路）            |                          |
| 宜蘭縣 | 頭城鎮                                     | －                  |                      |                         |                          |
| 宜蘭縣 | 頭城鎮                                     | 蕃薯寮              | －                   | （地區道路）            |                          |
| 宜蘭縣 | 頭城鎮                                     | 蕃薯寮              | －                   |                         |                          |
| 宜蘭縣 | 頭城鎮                                     | 蕃薯寮              | －                   | （地區道路）            |                          |
| 宜蘭縣 | 頭城鎮                                     | 蕃薯寮              | －                   |                         |                          |
| 宜蘭縣 | 頭城鎮                                     | 蕃薯寮              | －                   | （地區道路）            |                          |
| 宜蘭縣 | 頭城鎮                                     | 大溪                | －                   | （地區道路）            |                          |
| 宜蘭縣 | 頭城鎮                                     | 大溪                | －                   |                         |                          |
| 宜蘭縣 | 頭城鎮                                     | 大溪                | 124.449              | 宜1線                   | 終點                     |
| 宜蘭縣 | 頭城鎮                                     | －                  |                      |                         |                          |
| 宜蘭縣 | 頭城鎮                                     | 橋枋湖              | －                   | （地區道路）            |                          |
| 宜蘭縣 | 頭城鎮                                     | 梗枋                | －                   | （地區道路）            |                          |
| 宜蘭縣 | 頭城鎮                                     | 梗枋                | －                   |                         |                          |
| 宜蘭縣 | 頭城鎮                                     | 梗枋                | －                   | （地區道路）            |                          |
| 宜蘭縣 | 頭城鎮                                     | 外澳                | －                   | （地區道路）            |                          |
| 宜蘭縣 | 頭城鎮                                     | 外澳                | －                   |                         |                          |
| 宜蘭縣 | 頭城鎮                                     | 外澳                | －                   | （地區道路）            |                          |
| 宜蘭縣 | 頭城鎮                                     | －                  |                      |                         |                          |
| 宜蘭縣 | 頭城鎮                                     | 港口                | －                   | （地區道路）            |                          |
| 宜蘭縣 | 頭城鎮                                     | －                  |                      |                         |                          |
| 宜蘭縣 | 頭城鎮                                     | 武營                | －                   | （地區道路）            |                          |
| 宜蘭縣 | 頭城鎮                                     | 頭城市區            | －                   | （地區道路）            |                          |
| 宜蘭縣 | 頭城鎮                                     | 頭城市區            | －                   |                         |                          |
| 宜蘭縣 | 頭城鎮                                     | 頭城市區            | 134.480              | 台2庚線 · 開蘭東路      | 起點                     |
| 宜蘭縣 | 頭城鎮                                     | 新興                | 134.480              | 台2庚線 · 開蘭東路      | （同上）                 |
| 宜蘭縣 | 頭城鎮                                     | 新興                | －                   |                         |                          |
| 宜蘭縣 | 頭城鎮                                     | 新興                | －                   | （地區道路）            |                          |
| 宜蘭縣 | 頭城鎮                                     | －                  |                      |                         |                          |
| 宜蘭縣 | 頭城鎮                                     | 下埔                | －                   | （地區道路）            |                          |
| 宜蘭縣 | 頭城鎮                                     | －                  |                      |                         |                          |
| 宜蘭縣 | 頭城鎮                                     | 竹安                | 138.838              | 宜4線                   | 終點                     |
| 宜蘭縣 | 壯圍鄉                                     | 大福                | －                   | 縣道192號               | 終點                     |
| 宜蘭縣 | 壯圍鄉                                     | 社頭                | －                   | 宜9線                   | 起點                     |
| 宜蘭縣 | 壯圍鄉                                     | 永鎮                | －                   | 宜8線                   | 終點                     |
| 宜蘭縣 | 壯圍鄉                                     | 永鎮                | －                   | 宜10線                  | 終點                     |
| 宜蘭縣 | 壯圍鄉                                     | 過嶺                | －                   | 宜10線                  | （同上）                 |
| 宜蘭縣 | 壯圍鄉                                     | 後埤                | －                   | 宜12線                  | 終點                     |
| 宜蘭縣 | 壯圍鄉                                     | 公館                | 140.200              | 台7線                   | 終點                     |
| 宜蘭縣 | 壯圍鄉                                     | 東港                | －                   | 宜20線                  | 終點                     |
| 宜蘭縣 | 壯圍鄉                                     | 東港                | － 跨越壯濱路一段2巷 |                         |                          |
| 宜蘭縣 | 152.523 跨越宜蘭河、宜16線、蘭陽溪與宜22線 |                     |                      |                         |                          |
| 宜蘭縣 | 五結鄉                                     | 茅子寮              |                      |                         |                          |
| 宜蘭縣 | 五結鄉                                     | 茅子寮              | － 跨越宜23線        |                         |                          |
| 宜蘭縣 | 五結鄉                                     | 茅子寮              | －                   | （地區道路）            |                          |
| 宜蘭縣 | 五結鄉                                     | －                  |                      |                         |                          |
| 宜蘭縣 | 五結鄉                                     | 一百甲              | －                   | 縣道196號 · 縣道196甲線 | 終點 與共線起點          |
| 宜蘭縣 | 五結鄉                                     | －                  |                      |                         |                          |
| 宜蘭縣 | 五結鄉                                     | 季新                | －                   | 縣道196甲線             | 與共線終點               |
| 宜蘭縣 | 五結鄉                                     | 新店                | －                   | 宜22線 · 新店路         | 終點                     |
| 宜蘭縣 | 五結鄉                                     | 利澤簡              | －                   | 台2戊線                 | 起點                     |
| 宜蘭縣 | 五結鄉                                     | 寶斗厝              | －                   | 台2戊線                 | 起點                     |
| 宜蘭縣 | 五結鄉                                     | 利澤簡              | －                   | 宜38線                  |                          |
| 宜蘭縣 | 五結鄉                                     | 寶斗厝              | －                   | 宜38線                  |                          |
| 宜蘭縣 | 五結鄉                                     | 下清水              | －                   | 宜30線 · 利興一路       | 終點                     |
| 宜蘭縣 | 蘇澳鎮                                     | 猴猴                | －                   | 台2戊線                 | 與共線起點               |
| 宜蘭縣 | 蘇澳鎮                                     | －                  |                      |                         |                          |
| 宜蘭縣 | 蘇澳鎮                                     | 馬賽                | －                   | 台2戊線                 | 與共線終點               |
| 宜蘭縣 | 蘇澳鎮                                     | 馬賽                | －                   | 宜40線 · 永愛路         |                          |
| 宜蘭縣 | 蘇澳鎮                                     | 港口                | －                   | 宜42線                  |                          |
| 宜蘭縣 | 蘇澳鎮                                     | － 隧道 僅南下      |                      |                         |                          |
| 宜蘭縣 | 蘇澳鎮                                     | － 隧道 僅北上      |                      |                         |                          |
| 宜蘭縣 | 蘇澳鎮                                     | 蘇澳市區            |                      |                         |                          |
| 宜蘭縣 | 蘇澳鎮                                     | － 僅南下           |                      |                         |                          |
| 宜蘭縣 | 蘇澳鎮                                     | － 僅北上           |                      |                         |                          |
| 宜蘭縣 | 蘇澳鎮                                     | 166.459             | 台2戊線              |                         |                          |
| 宜蘭縣 | 蘇澳鎮                                     | －                  |                      |                         |                          |
| 宜蘭縣 | 蘇澳鎮                                     | －                  | 宜41線               |                         |                          |
| 宜蘭縣 | 蘇澳鎮                                     | 167.674             | 台9線                | 公路終點                |                          |
| 共線   |                                            |                     |                      |                         |                          |

甲線
| 新北市 | 金山區 | 金山市區        | 0.000  | 台2線 · 中正路 | 公路起點         |
| 新北市 | 金山區 | －              |        |                |                  |
| 新北市 | 金山區 | 重光            | －     | 北25線         | 起點             |
| 新北市 | 金山區 | －              |        |                |                  |
| 新北市 | 金山區 | 高厝            | －     | 北27線         | 起點             |
| 新北市 | 金山區 | 八煙            | －     | （地區道路）   |                  |
| 9.405  |        |                 |        |                |                  |
| 臺北市 | 士林區 | 七股            | －     | （地區道路）   |                  |
| 臺北市 | 14.009 |                 |        |                |                  |
| 臺北市 | 北投區 | 小油坑          | －     | （地區道路）   |                  |
| 臺北市 | 北投區 | －              |        |                |                  |
| 臺北市 | 北投區 | 竹子湖          | －     | （地區道路）   |                  |
| 臺北市 | 北投區 | 紗帽山          | －     | （地區道路）   |                  |
| 臺北市 | 士林區 | 草山            | －     | （地區道路）   |                  |
| 臺北市 | 士林區 | 24.358          |        |                |                  |
| 臺北市 | 士林區 | 山仔后 （華岡） | －     | （地區道路）   |                  |
| 臺北市 | 士林區 | 新安            | －     | （地區道路）   |                  |
| 臺北市 | 士林區 | 永福            | －     | （地區道路）   |                  |
| 臺北市 | 士林區 | 芝山岩          | －     | （地區道路）   |                  |
| 臺北市 | 士林區 | －              |        |                |                  |
| 臺北市 | 士林區 | 林子口          | －     | （地區道路）   |                  |
| 臺北市 | 士林區 | 福德洋          | －     | （地區道路）   |                  |
| 臺北市 | 士林區 | 士林市區        | －     | （地區道路）   |                  |
| 臺北市 | 士林區 | 劍潭            | －     | 新生高架道路   | 新生高架道路起點 |
| 臺北市 | 中山區 | 劍潭            | －     | 新生高架道路   | （同上）         |
| 臺北市 | 中山區 | －              |        |                |                  |
| 臺北市 | 中山區 | 山子腳          | －     | （地區道路）   |                  |
| 臺北市 | 中山區 | 牛埔            | 36.863 | 台1甲線        | 公路終點         |
|        |        |                 |        |                |                  |

乙線
| 臺北市                       | 大同區 | 大橋頭     | 0.000  | 台1甲線                   | 公路起點                    |
| 臺北市                       | 大同區 | 大龍峒     | －     | （地區道路）              |                             |
| 臺北市                       | 大同區 | 台北交流道 | 1.817  | 國道一號                  |                             |
| 臺北市                       | 士林區 | 葫蘆堵     | －     | （地區道路）              |                             |
| 臺北市                       | 士林區 | 社子       | －     | （地區道路）              |                             |
| 臺北市                       | 士林區 | 4.283      |        |                           |                             |
| 臺北市                       | 士林區 | 後港墘     | －     | （地區道路）              |                             |
| 臺北市                       | －     |            |        |                           |                             |
| 臺北市                       | 北投區 | 石牌       | －     | （地區道路）              |                             |
| 臺北市                       | 北投區 | 唭里岸     | －     | （地區道路）              |                             |
| 臺北市                       | 北投區 | －         |        |                           |                             |
| 臺北市                       | 北投區 | 土地公埔   | －     | 洲美快速道路（南） 大業路 |                             |
| 臺北市                       | 北投區 | 八仙       | －     | 洲美快速道路              | 洲美快速道路起點 僅南出北入 |
| 臺北市                       | 北投區 | 關渡       | 10.912 | （地區道路）              |                             |
| 新北市                       | 淡水區 | 竹圍       | 11.450 | 台2線 · 台15線            | 起點 與共線起點             |
| 新北市                       | 淡水區 | －         |        |                           |                             |
| 新北市                       | 淡水區 | 紅樹林     | －     | 台2線                     |                             |
| 新北市                       | 淡水區 | －         |        |                           |                             |
| 新北市                       | 淡水區 | 高厝坑     | －     | 台2線                     |                             |
| 新北市                       | 淡水區 | －         |        |                           |                             |
| 新北市                       | 淡水區 | 竿蓁林     | 15.146 | 台2線                     | 與共線終點                  |
| 新北市                       | 淡水區 | 竿蓁林     | －     | 北2線                     |                             |
| 新北市                       | 淡水區 | －         |        |                           |                             |
| 新北市                       | 淡水區 | 鼻仔頭     | －     | （地區道路）              |                             |
| 新北市                       | 淡水區 | －         |        |                           |                             |
| 新北市                       | 淡水區 | 社寮       | －     | （地區道路）              |                             |
| 新北市                       | 淡水區 | 淡水市區   | －     | 市道101號                 | 終點                        |
| 新北市                       | 淡水區 | －         |        |                           |                             |
| 新北市                       | 淡水區 | 油車口     | －     | （地區道路）              |                             |
| 新北市                       | 淡水區 | 淡水端     | －     | 台61線                    | 起點 預計2025年通車         |
| 新北市                       | 淡水區 | 沙崙子     | －     | （地區道路）              |                             |
| 新北市                       | 淡水區 | 大庄埔     | －     | （地區道路）              |                             |
| 新北市                       | 淡水區 | －         |        |                           |                             |
| 新北市                       | 淡水區 | 港仔坪     | －     | （地區道路）              |                             |
| 新北市                       | 淡水區 | 羊稠仔     | －     | （地區道路）              |                             |
| 新北市                       | 淡水區 | 林子       | －     | 北1線                     |                             |
| 新北市                       | 淡水區 | 林子       | 25.279 | 台2線                     | 公路終點                    |
| 共線 半套匝道 未通車或興建中 |        |            |        |                           |                             |

丙線
| 基隆市           | 暖暖區             | 八堵交流道               | 0.000         | 國道一號（南） · 台62線 · 台2丁線 | 公路起點 僅北出南入      |
| 基隆市           | 暖暖區             | 暖暖交流道               | 0.000         | 國道一號（南） · 台62線 · 台2丁線 | 公路起點 僅北出南入      |
| 基隆市           | 暖暖區             | 八堵                     | 0.000         | 國道一號（南） · 台62線 · 台2丁線 | 公路起點 僅北出南入      |
| 基隆市           | 暖暖區             | －                       |               |                                   |                          |
| 基隆市           | 暖暖區             | 暖暖市區                 | －            | （地區道路）                      |                          |
| 基隆市           | 暖暖區             | 東勢坑                   | －            | （地區道路）                      |                          |
| 基隆市           | 暖暖區             | －                       |               |                                   |                          |
| 基隆市           | 暖暖區             | 乾溪                     | －            | （地區道路）                      |                          |
| 4.220-7.200 隧道 |                    |                          |               |                                   |                          |
| 新北市           | 平溪區             | 十分寮                   | －            | （地區道路）                      |                          |
| 新北市           | 平溪區             | － 跨越市道106號與基隆河 |               |                                   |                          |
| 新北市           | 平溪區             | 南山坪                   | 9.620         | （地區道路）                      |                          |
| 新北市           | 平溪區             | －                       |               |                                   |                          |
| 新北市           | 平溪區             | 湖山                     | －            | （地區道路）                      |                          |
| 新北市           | 平溪區             | 湖山                     | －            |                                   |                          |
| 新北市           | 平溪區             | 湖山                     | －            | 北38線                            | 起點                     |
| 新北市           | 平溪區             | 湖山                     | －            |                                   |                          |
| 新北市           | 11.565-12.900 隧道 |                          |               |                                   |                          |
| 新北市           | 雙溪區             | 柑腳                     | －            | 北38線                            | 與共線起點               |
| 新北市           | 雙溪區             | 柑腳                     | 13.120        | 北38線                            | 與共線終點               |
| 新北市           | 雙溪區             | 柑腳                     | － 跨越北38線 |                                   |                          |
| 新北市           | 雙溪區             | 柑腳                     | －            |                                   |                          |
| 新北市           | 雙溪區             | 柑腳                     | －            |                                   |                          |
| 新北市           | 雙溪區             | 柑腳                     | 15.060        | 北38線                            | 與共線起點               |
| 新北市           | 雙溪區             | －                       |               |                                   |                          |
| 新北市           | 雙溪區             | 平林                     | －            | 北38線                            | 與共線終點               |
| 新北市           | 雙溪區             | 平林                     | －            |                                   |                          |
| 新北市           | 雙溪區             | 平林                     | －            | （地區道路）                      |                          |
| 新北市           | 雙溪區             | 平林                     | －            |                                   |                          |
| 新北市           | 雙溪區             | 平林                     | －            | 北38線                            | 與共線起點               |
| 新北市           | 雙溪區             | 平林                     | －            |                                   |                          |
| 新北市           | 雙溪區             | 平林                     | －            | 北38線                            | 與共線終點               |
| 新北市           | 雙溪區             | －                       |               |                                   |                          |
| 新北市           | 雙溪區             | 泰和                     | 19.530        | （地區道路）                      |                          |
| 新北市           | 雙溪區             | －                       |               |                                   |                          |
| 新北市           | 雙溪區             | － 隧道                  |               |                                   |                          |
| 新北市           | 雙溪區             | 過港                     | 21.513        | 市道102號                         | 與共線起點               |
| 新北市           | 雙溪區             | 坤溪                     | 24.200        | 市道102號                         | 與共線終點               |
| 新北市           | 雙溪區             | －                       |               |                                   |                          |
| 新北市           | 雙溪區             | 公館                     |               |                                   |                          |
| 新北市           | 雙溪區             | －                       |               |                                   |                          |
| 新北市           | 雙溪區             | －                       |               |                                   |                          |
| 新北市           | 雙溪區             | 八股                     | －            | （地區道路）                      |                          |
| 新北市           | 雙溪區             | 八股                     | －            |                                   |                          |
| 新北市           | －                 |                          |               |                                   |                          |
| 新北市           | 貢寮區             | 長潭                     | －            | 市道102號                         | 與共線起點               |
| 新北市           | 貢寮區             | 貢寮市區                 | －            | 北40線 · 市道102號                | 終點                     |
| 新北市           | 貢寮區             | － 跨越宜蘭線            |               |                                   |                          |
| 新北市           | 貢寮區             | 福隆                     | 29.957        | 台2線 · 市道102號                 | 公路終點 終點 與共線終點 |
| 共線             |                    |                          |               |                                   |                          |

丁線
| 基隆市 | 暖暖區 | 八堵                  | 0.000   | 台5線                             | 公路起點        |
| 基隆市 | 暖暖區 | 八堵交流道            | －      | 國道一號（南） · 台62線 · 台2丙線 | 起點 僅北出南入 |
| 基隆市 | 暖暖區 | 暖暖交流道            | －      | 國道一號（南） · 台62線 · 台2丙線 | 起點 僅北出南入 |
| 基隆市 | 暖暖區 | － 跨越宜蘭線與暖暖溪 |         |                                   |                 |
| 基隆市 | 暖暖區 | 暖暖市區              | －      | （地區道路）                      |                 |
| 基隆市 | 暖暖區 | － 跨越宜蘭線         |         |                                   |                 |
| 基隆市 | 暖暖區 | 碇內                  | 3.387   | （地區道路）                      |                 |
| 新北市 | 瑞芳區 | 粗坑口                | －      | 北122線                           | 起點            |
| 新北市 | 瑞芳區 | －                    |         |                                   |                 |
| 新北市 | 瑞芳區 | 四腳亭                | －      | （地區道路）                      |                 |
| 新北市 | 瑞芳區 | 楓子瀨                | －      | （地區道路）                      |                 |
| 新北市 | 瑞芳區 | － 跨越宜蘭線         |         |                                   |                 |
| 新北市 | 瑞芳區 | 尪仔上天              | －      | （地區道路）                      |                 |
| 新北市 | 瑞芳區 | －                    |         |                                   |                 |
| 新北市 | 瑞芳區 | 大寮                  | －      | （地區道路）                      |                 |
| 新北市 | 瑞芳區 | 𫙮魚坑                | －      | 市道106號                         | 終點            |
| 新北市 | 瑞芳區 | －                    |         |                                   |                 |
| 新北市 | 瑞芳區 | 瑞芳交流道            | －      | 台62線（西）                      | 僅東出西入      |
| 新北市 | 瑞芳區 | 豎石                  | －      | （地區道路）                      |                 |
| 新北市 | 瑞芳區 | 三爪子                | －      | （地區道路）                      |                 |
| 新北市 | 瑞芳區 | －                    |         |                                   |                 |
| 新北市 | 瑞芳區 | 瑞芳市區              | －      | （地區道路）                      |                 |
| 新北市 | 瑞芳區 | － 跨越宜蘭線         |         |                                   |                 |
| 新北市 | 瑞芳區 | 龍潭堵                | －      | 市道102號                         |                 |
| 新北市 | 瑞芳區 | 龍潭堵                | － 隧道 |                                   |                 |
| 新北市 | 瑞芳區 | 龍潭堵                | －      | （地區道路）                      |                 |
| 新北市 | 瑞芳區 | － 隧道               |         |                                   |                 |
| 新北市 | 瑞芳區 | 瑞濱                  | 13.390  | 台2線                             | 公路終點        |
|        |        |                       |         |                                   |                 |

戊線
全線均位於宜蘭縣境內。
| 五結鄉 | 利澤簡     | 0.000                               | 台2線                     | 公路起點                           |
| 五結鄉 | 利澤簡     | 0.631                               | 台7丙線                   | 終點                               |
| 五結鄉 | 成興       | 2.994                               | 宜30線                    |                                    |
| 蘇澳鎮 | 猴猴       | 2.994                               | 宜30線                    |                                    |
| 蘇澳鎮 | 猴猴       | 4.500                               | 台2線                     | 與共線起點                         |
| 蘇澳鎮 | －         |                                     |                           |                                    |
| 蘇澳鎮 | 馬賽       | 5.400                               | 台2線                     | 與共線終點                         |
| 蘇澳鎮 | 新城       | －                                  | （地區道路）              |                                    |
| 蘇澳鎮 | 蘇澳交流道 | －                                  | 國道五號 · 宜42線         | 臨時終點 與共線起點                |
| 蘇澳鎮 | 隘丁       | －                                  | 宜42線                    | 與共線終點                         |
| 蘇澳鎮 | 後湖       | －                                  | （地區道路）              |                                    |
| 蘇澳鎮 | 聖湖       | 9.269                               | 台9線 · 台9丁線           | 起點 與共線起點 交會處位於箕山橋上 |
| 蘇澳鎮 | 聖湖       | － 與台9線、台9丁線共用，跨越宜蘭線 |                           |                                    |
| 蘇澳鎮 | 聖湖       | －                                  | 台9丁線                   |                                    |
| 蘇澳鎮 | －         |                                     |                           |                                    |
| 蘇澳鎮 | 蘇澳市區   | －                                  | 宜41線 · 中正路 · 台9丁線 | 起點                               |
| 蘇澳鎮 | 蘇澳市區   | －                                  |                           |                                    |
| 蘇澳鎮 | 蘇澳市區   | －                                  | 台9丁線                   | 與共線終點                         |
| 蘇澳鎮 | 蘇澳市區   | －                                  | 台2線                     |                                    |
| 蘇澳鎮 | 南方澳     | 13.807                              | 跨港路 江夏路             | 公路終點                           |
| 共線   |            |                                     |                           |                                    |

庚線
全線均位於宜蘭縣境內。
| 頭城鎮 | 頭城市區                | 0.000        | 台2線 · 開蘭東路 | 公路起點    |  |
| 頭城鎮 | 新興                    | 0.000        | 台2線 · 開蘭東路 | 公路起點    |  |
| 頭城鎮 | － 跨越福德坑溪與宜蘭線 |              |                  |             |  |
| 頭城鎮 | －                      | （地區道路） |                  |             |  |
| 頭城鎮 | －                      |              |                  |             |  |
| 頭城鎮 | 金面                    | 1.832        | 縣道191甲線      | 起點        |  |
| 頭城鎮 | 頂埔                    | 1.832        | 縣道191甲線      | 起點        |  |
| 頭城鎮 | 中崙                    | －           | （地區道路）     |             |  |
| 頭城鎮 | －                      |              |                  |             |  |
| 頭城鎮 | 二城                    | －           | 宜3-3線          | 宜3-3線起點 |  |
| 頭城鎮 | 頭城交流道              | 3.741        | 國道五號 · 台9線 | 公路終點    |  |
|        |                         |              |                  |             |  |

己線路線設施里程一覽表
| 台2己線路線設施里程一覽表 |      |        |                         |                                             |               |                                      |                                                            |
| 標誌                      | 里程 | 名稱   | 順樁預告                | 逆樁預告                                    | 形式          | 通車日                               | 銜接道路 →聯絡地區                                         |
|                           | 0    | 基隆港 | 公路起點                | 中櫃西19號碼頭 西岸南櫃場 北櫃CY櫃 公路終點 | 直接式        | 2000年1月31日                        | 北櫃場道路、中山四路、光華路僅入口匝道 →中山區仙洞、基隆港 |
| － 隧道 僅北上            |      |        |                         |                                             |               |                                      |                                                            |
| － 隧道 僅南下            |      |        |                         |                                             |               |                                      |                                                            |
|                           | 2    | 德安路 | （僅北出南入）          | 德安路                                      | 半套 鑽石型   | 2000年1月31日                        | 德安路 →中山區蚵殼港＆內木山                               |
| － 隧道 僅北上            |      |        |                         |                                             |               |                                      |                                                            |
| － 隧道 僅南下            |      |        |                         |                                             |               |                                      |                                                            |
|                           | 3    | 中和路 | （僅北出南入）          | 中和路                                      | 半套 鑽石型   | 2000年1月31日                        | 中和路 →中山區蚵殼港＆大竿林                               |
| － 隧道 僅北上            |      |        |                         |                                             |               |                                      |                                                            |
| － 隧道 僅南下            |      |        |                         |                                             |               |                                      |                                                            |
|                           | 4    | 基金   | （無南下出口） 公路終點 | 公路起點                                    | 直接式 ＋匝道 | 2000年1月31日 （） 2000年8月1日 （） | 台2線 · →安樂區、萬里區                                    |
|                           |      |        |                         |                                             |               |                                      |                                                            |

## 里程表
臺二線
| 縣市   | 鄉鎮   | 里程數(KM) |
| ------ | ------ | ---------- |
| 新北市 | 全區   | 96.1       |
| 新北市 | 淡水區 | 14.7       |
|        | 三芝區 | 7.9        |
|        | 石門區 | 12.9       |
|        | 金山區 | 8.2        |
|        | 萬里區 | 9.1        |
|        | 瑞芳區 | 14         |
|        | 貢寮區 | 29.3       |
| 基隆市 | 全區   | 18.5       |
| 基隆市 | 安樂區 | 8.7        |
|        | 中山區 | 0.5        |
|        | 仁愛區 | 0.9        |
|        | 中正區 | 8.4        |
| 宜蘭縣 | 全區   | 56.3       |
| 宜蘭縣 | 頭城鎮 | 27.6       |
|        | 壯圍鄉 | 12.7       |
|        | 五結鄉 | 8.5        |
|        | 蘇澳鎮 | 7.5        |

臺二甲線
| 縣市   | 鄉鎮   | 里程數(KM) |
| ------ | ------ | ---------- |
| 臺北市 | 全區   | 27.8       |
| 臺北市 | 中山區 | 1.3        |
|        | 士林區 | 11.9       |
|        | 北投區 | 14.6       |
| 新北市 | 全區   | 8.9        |
| 新北市 | 金山區 | 8.9        |

臺二乙線
| 縣市   | 鄉鎮   | 里程數(KM) |
| ------ | ------ | ---------- |
| 臺北市 | 全區   | 11         |
| 臺北市 | 大同區 | 2          |
|        | 士林區 | 2.3        |
|        | 北投區 | 6.7        |
| 新北市 | 全區   | 14.4       |
| 新北市 | 淡水區 | 14.4       |

臺二丙線
| 縣市   | 鄉鎮   | 里程數(KM) |
| ------ | ------ | ---------- |
| 基隆市 | 全區   | 6.6        |
| 基隆市 | 暖暖區 | 6.6        |
| 新北市 | 全區   | 23.2       |
| 新北市 | 平溪區 | 5.4        |
| 新北市 | 雙溪區 | 11.9       |
| 新北市 | 貢寮區 | 5.9        |

臺二丁線
| 縣市   | 鄉鎮   | 里程數(KM) |
| ------ | ------ | ---------- |
| 基隆市 | 全區   | 3.6        |
| 基隆市 | 暖暖區 | 3.6        |
| 新北市 | 全區   | 9.9        |
| 新北市 | 瑞芳區 | 9.9        |

臺二戊線
| 縣市   | 鄉鎮   | 里程數(KM) |
| ------ | ------ | ---------- |
| 宜蘭縣 | 全區   | 12.8       |
| 宜蘭縣 | 五結鄉 | 3          |
|        | 蘇澳鎮 | 9.8        |

臺二己線
| 縣市   | 鄉鎮   | 里程數(KM) |
| ------ | ------ | ---------- |
| 基隆市 | 全區   | 4.9        |
| 基隆市 | 安樂區 | 1.2        |
|        | 中山區 | 3.7        |

臺二庚線
| 縣市   | 鄉鎮   | 里程數(KM) |
| ------ | ------ | ---------- |
| 宜蘭縣 | 全區   | 3.7        |
| 宜蘭縣 | 頭城鎮 | 3.7        |

資料來源：Google地圖精算

## 沿線路名
| 主線 - 民權路 - 中正東路二段 - 淡金路 - 北海路 - 中央路 - 海興路 - 清水路 - 環金路 - 中山路 - 瑪鋉路 - 基金路 - 安一路 - 成功二路 - 愛三路 - 義一路 - 中正路 - 北寧路 - 建基路 - 瑞濱路 - 海濱路 - 明里路 - 南雅路 - 鼻頭路 - 龍洞街 - 和美街 - 美灩山街 - 延平街 - 仁和路 - 研海街 - 興隆街 - 東興街 - 桂安街 - 香蘭街 - 福連街 - 馬崗街 - 蓬萊街 - 濱海路 - 青雲路三段 - 頭濱路 - 壯濱路 - 五濱路 - 蘇濱路 - 蘇東北路 - 蘇港路 | 甲線 - 中正路 - 竹子湖路 - 湖山路一段 - 陽明路一段 - 格致路 - 仰德大道 - 福林路 - 中山北路五－三段 乙線 - 重慶北路三－四段 - 中正路 - 承德路五－七段 - 大度路 - 民權路 - 中正東路 - 中山路 - 文化路 - 中正路 - 濱海路三段 - 後洲路 丙線 - 水源路 - 東勢街 - 中山路 - 長泰路 - 泮宮路 - 下雙溪街 - 田寮洋街 | 丁線 - 源遠路 - 水源路 - 粗坑口路 - 楓子瀨路 - 大寮路 - 𫙮魚坑路 - 中山路 - 三爪子坑路 戊線 - 親河路一段 - 利成路 - 福德路 - 蘇濱路三－二段 - 馬賽路 - 海山西路 - 忠孝路 - 聖愛路 - 中山路一段 - 蘇東中路 - 移山路 庚線 - 青雲路 |

## 沿線設施與景點
| 主線 - 關渡大橋（台15線） - 竹圍站（ 淡水信義線） - 淡水馬偕紀念醫院 - 新北市淡水區竹圍國民小學 - 紅樹林站（ 淡水信義線、 淡海輕軌） - 竿蓁林站（ 淡海輕軌） - 淡金鄧公站（ 淡海輕軌） - 淡江大學站（ 淡海輕軌） - 淡江大學 - 淡金北新站（ 淡海輕軌） - 新市一路站（ 淡海輕軌） - 聖約翰科技大學 - 新北市淡水區屯山國民小學 - 淺水灣 - 後厝漁港 - 北海岸及觀音山國家風景區管理處 - 白沙灣海水浴場 - 富基漁港 - 富貴角 - 新北市石門區老梅國民小學 - 新北市立石門國民中學 - 新北市石門區石門國民小學 - 石門漁港 - 石門洞 - 乾華十八王公廟 - 第一核能發電廠 - 草里漁港 - 新北市金山區大鵬國民小學 - 第二核能發電廠 - 野柳風景特定區 - 翡翠灣 - 萬里海水浴場 - 萬里漁港 - 大武崙工業區 - 安樂端（台62線） - 基金交流道（國道三號） - 基隆市立安樂高級中學 - 基隆市安樂區安樂國民小學 - 基隆端（國道一號） - 基隆東岸商場 - 基隆文化中心 - 基隆市政府 - 基隆港 - 中正端（台62甲線） - 基隆市中正區公所 - 正濱漁港 - 社寮島 - 國立臺灣海洋大學 - 碧砂漁港 - 八斗子漁港 - 基隆市中正區八斗國民小學 - 國立海洋科技博物館 - 望海巷漁港 - 八斗子車站（深澳線） - 深澳漁港 - 瑞濱端（台62線） - 陰陽海 - 水湳洞漁港 - 新北市立欽賢國民中學鼻頭分部 - 南雅漁港 - 鼻頭漁港 - 龍洞灣 - 龍洞漁港 - 四季灣 - 和美漁港 - 金沙灣 - 美灩山漁港 - 澳底漁港 - 新北市貢寮區澳底國民小學 - 東北角暨宜蘭海岸國家風景區管理處 - 福隆車站（宜蘭線） - 福隆海水浴場 - 新北市貢寮區福隆國民小學 - 福隆漁港 - 新北市貢寮區福連國民小學 - 卯澳漁港 - 舊草嶺隧道 - 石城車站（宜蘭線） - 宜蘭縣頭城鎮大里國民小學 - 草嶺慶雲宮（大里天公廟） - 大里車站（宜蘭線） - 大溪漁港 - 大溪車站（宜蘭線） - 宜蘭縣頭城鎮大溪國民小學 - 北關海潮公園 - 梗枋漁港 - 龜山車站（宜蘭線） - 宜蘭縣頭城鎮梗枋國民小學 - 外澳金斗公廟 - 榮梓博物館 - 外澳車站（宜蘭線） - 外澳海水浴場 - 烏石漁港 - 蘭陽博物館 - 宜蘭縣頭城鎮頭城國民小學 - 宜蘭縣頭城鎮竹安國民小學 - 國立傳統藝術中心 - 宜蘭縣五結鄉利澤國民小學 - 宜蘭縣立利澤國民中學 - 利澤工業區 - 宜蘭縣蘇澳鎮育英國民小學 - 龍德工業區 - 臺北榮民總醫院蘇澳分院 - 蘇澳港 | 甲線 - 國立臺灣大學醫學院附設醫院金山分院 - 馬槽溫泉 - 小油坑 - 臺北市北投區湖山國民小學 - 竹子湖氣象站 - 陽明山國家公園管理處 - 臺北市立格致國民中學 - 臺北市士林區陽明山國民小學 - 林語堂故居 - 台灣神學院 - 臺北市士林區華興國民小學 - 臺北市私立華興高級中學 - 臺北市私立泰北高級中學 - 士林官邸 - 士林站（ 淡水信義線） - 銘傳大學 - 劍潭站（ 淡水信義線） - 圓山 - 圓山大飯店 - 太原五百完人紀念堂 - 台北故事館 - 臺北市立美術館 - 花博公園 - 圓山公園 - 美術公園 - 大同大學 乙線 - 臺北大橋（台1甲線） - 大橋頭站（ 中和新蘆線） - 臺北市立民權國民中學 - 臺北市大同區大橋國民小學 - 臺北市立啟聰學校 - 台北交流道（國道一號） - 重陽橋（中正路） - 臺北市立陽明高級中學 - 臺北市立士林高級商業職業學校 - 國立臺灣科學教育館 - 臺北市立兒童新樂園 - 關渡大橋（台15線） - 竹圍站（ 淡水信義線） - 淡水馬偕紀念醫院 - 新北市淡水區竹圍國民小學 - 紅樹林站（ 淡水信義線、 淡海輕軌） - 英商嘉士洋行倉庫（淡水文化園區） - 淡水站（ 淡水信義線、 淡海輕軌） - 淡水老街 - 新北市淡水區淡水國民小學 - 新北市淡水區文化國民小學 - 新北市立淡水國民中學 - 滬尾漁港 - 新北市私立淡江高級中學 - 真理大學 - 滬尾藝文休閒園區 - 淡水端（台61線） - 淡水漁人碼頭站（ 淡海輕軌） - 淡水漁人碼頭 - 國防部全民防衛動員署後備指揮部後備動員幹部訓練中心 - 中央廣播電臺 - 台北海洋科技大學 - 臺北海洋大學站（ 淡海輕軌） - 新北市淡水區育英國民小學 丙線 - 八堵交流道（國道一號） - 暖暖交流道（台62線） - 基隆市暖暖區公所 - 基隆市暖暖區暖暖國民小學 - 暖東峽谷 - 新平溪煤礦博物園區 - 新北市雙溪區上林國民小學 - 新北市立貢寮國民中學 丁線 - 基隆市暖暖區八堵國民小學 - 國立基隆高級中學 - 八堵交流道（國道一號） - 暖暖交流道（台62線） - 暖暖車站（宜蘭線） - 基隆市暖暖區碇內國民小學 - 瑞芳工業區 - 瑞芳交流道（台62線） - 新北市瑞芳區公所 戊線 - 五十二甲濕地 - 龍德工業區 - 蘇澳交流道（國道五號） - 宜蘭縣蘇澳鎮蘇澳國民小學 - 蘇澳冷泉 - 蘇澳晉安宮 - 蘇澳車站（宜蘭線） - 蘇澳轉運站 - 南方澳大橋 庚線 - 國立頭城高級家事商業職業學校 - 宜蘭縣頭城鎮二城國民小學 - 頭城交流道（國道五號） |

## 未來規劃

### 台2線頭城至大里高架改善計畫
- 為解決國道五號長年塞車問題，除交通部規劃高鐵延伸宜蘭解決塞車問題，宜蘭縣政府則是另外規劃將台2線頭城至大里路段高架化，作為國道五號替代道路，計畫範圍預計始於頭城交流道至大里並接續台2線大里至福隆截彎取直路段，全長約17.5公里，並以時速80公里規劃，完工後可提升宜蘭與新北地區南北向聯絡的交通服務。[13]

### 台2庚線延伸興建計畫
- 未來台2庚線延伸興建規劃為運輸為主、景觀為輔之道路，環繞宜蘭市、羅東鎮兩主要中心都市，並連接頭城鎮、礁溪鄉、員山鄉、三星鄉、冬山鄉、五結鄉等鄉鎮各主要道路。路線預計始於烏石港至利澤工業區，沿著蘭陽平原西緣山區，經宜蘭市與員山鄉，並跨越蘭陽溪抵達羅東鎮，後於冬山鄉梅花湖地區路線東轉，至蘇澳鎮馬賽銜接台2線，為宜蘭縣「四縱六橫」交通路網之一，暫定2037年全線完工[14]。目前已先行施作礁溪段部分，全長約4.9公里，範圍北起台9線北宜公路與宜3線路口經礁溪市區西側向南延伸至宜6線，預計2023年完工。[15]

### 台2丙線0K~4K+900截彎取直連接台62線（可行性評估）
台2丙線0K~4K+900路段，原先設計為銜接台62線，惟因暖暖當地居民、民意代表抗議，故工程單位變更設計，改為將東勢街拓寬之現今路形方案。後續因十分、平溪、福隆與國道5號替代道路因素，故於通車後往來車輛增加，東勢街無法負荷龐大車流，故交通部公路總局第一區養護工程處於2020年10月20日提出「台2丙線0K~4K+900截彎取直連接台62線(或其它適宜路線)可行性研究」，歷經流標多次，該案於2021年2月19日決標，由和建工程顧問股份有限公司以新台幣3,200,000元得標。

## 備註
1. ↑  前兩條分別為宜蘭線鐵路及北宜公路。

## 外部連結
- 交通部公路總局（页面存档备份，存于）